# Кліщинська сільська рада
Клі́щинська сільська́ ра́да — адміністративно-територіальна одиниця та орган місцевого самоврядування в Чорнобаївському районі Черкаської області. Адміністративний центр — село Кліщинці.

## Загальні відомості
- Населення ради: 1 307 осіб (станом на 2001 рік)

## Населені пункти
Сільській раді були підпорядковані населені пункти:
- с. Кліщинці

## Склад ради
Рада складалася з 16 депутатів та голови.
- Голова ради: Грановський Микола Анатолійович
- Секретар ради: Тригуб Любов Іванівна

### Керівний склад попередніх скликань
| Прізвище, ім'я, по батькові     | Основні відомості                                                         | Дата обрання | Дата звільнення |
| ------------------------------- | ------------------------------------------------------------------------- | ------------ | --------------- |
| Гамагін Григорій Іванович       | Сільський голова, 1959 року народження, освіта вища, безпартійний         | 26.03.2006   | 31.10.2010      |
| Гамагін Григорій Іванович       | Сільський голова, 1959 року народження, освіта вища, член Партії регіонів | 31.10.2010   | 11.12.2011      |
| Грановський Микола Анатолійович | Сільський голова, 1974 року народження, освіта середня спеціальна         | 11.12.2011   |                 |

Примітка: таблиця складена за даними сайту Верховної Ради України

### Депутати
За результатами місцевих виборів 2010 року депутатами ради стали:

#### За суб'єктами висування
| Суб'єкт висування | Кількість обраних депутатів | %   |
| ----------------- | --------------------------- | --- |
| Партія регіонів   | 16                          | 100 |

#### За округами
| № округу        | Прізвище, ім'я, по батькові    | Дата визнання обраним | Освіта             | Партійна приналежність | Відомості про обраного депутата                      |
| --------------- | ------------------------------ | --------------------- | ------------------ | ---------------------- | ---------------------------------------------------- |
| Партія регіонів |                                |                       |                    |                        |                                                      |
| 1               | Вергун Катерина Миколаївна     | 03.11.2010            | середня спеціальна | член Партії регіонів   | Кліщинська сільська рада, бухгалтер                  |
| 2               | Сич Любов Григорівна           | 03.11.2010            | середня спеціальна | член Партії регіонів   | Чорнобаївське райСТ, продавець                       |
| 3               | Филон Катерина Іванівна        | 03.11.2010            | середня спеціальна | член Партії регіонів   | СТОВ «Кліщинське», бухгалтер                         |
| 4               | Волошин Валентина Миколаївна   | 03.11.2010            | вища               | член Партії регіонів   | Кліщинський НВК, директор                            |
| 5               | Прокіпець Віра Андріївна       | 03.11.2010            | вища               | член Партії регіонів   | Кліщинський НВК, вчитель                             |
| 6               | Петренко Марія Радіонівна      | 03.11.2010            | середня спеціальна | член Партії регіонів   | пенсіонер                                            |
| 7               | Коваленко Валентина Миколаївна | 03.11.2010            | вища               | член Партії регіонів   | Кліщинський НВК, вчитель                             |
| 8               | Бондар Віта Вікторівна         | 03.11.2010            | вища               | член Партії регіонів   | Кліщинський НВК, вчитель                             |
| 9               | Тригуб Любов Іванівна          | 03.11.2010            | вища               | член Партії регіонів   | Кліщинська сільська рада, секретар                   |
| 10              | Олексенко Світлана Олексіївна  | 03.11.2010            | середня спеціальна | член Партії регіонів   | Кліщинський фельдшерсько-акушерський пункт, акушерка |
| 11              | Роман Тетяна Миколаївна        | 03.11.2010            | вища               | член Партії регіонів   | Кліщинська сільська бібліотека, бібліотекар          |
| 12              | Місків Олег Зіновійович        | 03.11.2010            | вища               | член Партії регіонів   | Кліщинський консервний завод, оператор               |
| 13              | Василенко Олександр Михайлович | 03.11.2010            | середня спеціальна | член Партії регіонів   | СТОВ «Кліщинське», тракторист                        |
| 14              | Костенко Сергій Васильович     | 03.11.2010            | середня спеціальна | член Партії регіонів   | ПСП «Галина», тракторист                             |
| 15              | Задорожній Василь Вікторович   | 03.11.2010            | середня спеціальна | член Партії регіонів   | Кліщинський НВК, оператор електричних котлів         |
| 16              | Шевченко Любов Іванівна        | 03.11.2010            | вища               | член Партії регіонів   | тимчасово не працює                                  |